# Sándor görög király
I. Sándor (görögül: Ἀλέξανδρος, Βασιλεὺς τῶν Ἑλλήνων; Athén, 1893. augusztus 1. – Athén, 1920. október 25.) görög király 1917-től 1920-ig.

## Élete

### Származása
Édesapja I. Konstantin görög király (1868–1923) volt, I. György király (1845–1913) és Olga Konsztantyinovna Romanova orosz nagyhercegnő (1851–1926) legidősebb fia, IX. Keresztély dán király unokája. Édesanyja Zsófia porosz királyi és német császári hercegnő (1870–1932) volt, III. Frigyes német császár (1831–1888) és Viktória brit királyi hercegnő (1840–1901) leánya, Viktória brit királynő unokája.
Sándor herceg volt szüleinek második gyermeke. 

### Uralkodása
Apja lemondatását követően került trónra 1917-ben. A valódi hatalom miniszterelnökének, Elefthériosz Venizélosznak kezében volt, aki az első világháború alatt az antantot támogatta. 

### Házassága
Miután megszöktette, 1919. november 4-én feleségül vette Aszpaszía Mánut (1896-1972), egy közrendű lányát. Aszpáziát sokáig nem ismerték el királynéként.

### Halála
1920. október 25-én, a kastély parkjában sétálva kedvenc majma megharapta, a király vérmérgezést kapott, és hamarosan meghalt. Halálos ágyán elismerte születendő gyermekét sajátjának. Leánya, Alexandra, 1921. március 25-én született, II. Péterhez, az utolsó jugoszláv királyhoz ment feleségül 1944-ben, Londonban, és 1993. január 30-án hunyt el.